# 白成亮
白成亮（1956年4月—），哈尼族，云南绿春人。中华人民共和国政治人物。

## 生平
1979年6月加入中国共产党。1993年3月，担任云南省红河州建水县委副书记、县长。1995年5月，担任云南省红河州副州长。1998年6月，任中共红河州委副书记、州长。2005年6月，任云南省林业厅党组书记、厅长。2008年1月，担任云南省政协副主席，省林业厅党组书记。2011年1月，继任云南省政协副主席。2013年，担任云南省政协常务副主席、党组副书记。